# Торорої
Торорої (Myrmothera) — рід горобцеподібних птахів родини Grallariidae. Включає 3 види.

## Поширення
Рід поширений в субтропічних і тропічних регіонах Південної Америки.

## Види
- Торорої малий (Myrmothera campanisona)
- Торорої тапайоський (Myrmothera subcanescens)
- Торорої великий (Myrmothera simplex)